# Zpravodajská služba
Zpravodajské služby či agentury jsou státní orgány, které zabezpečují (získávají, shromažďují a vyhodnocují) informace důležité pro:
- ochranu ústavního zřízení
- ochranu významných ekonomických zájmů
- bezpečnost a obranu

Zpravodajské služby jsou obvykle označovány jako tajné služby. Výstupní informace a konkrétní metody práce jsou v utajeném režimu, neveřejné. Zpravodajské služby jsou často mylně zaměňovány za tajnou policii. Ve většině demokratických zemí ale zpravodajská služba nemá policejní pravomoci a s policií spolupracuje výjimečně, pouze na konkrétních případech.
Zpravodajské služby se dělí dvěma způsoby. Podle oboru na civilní a vojenské; podle oblasti působení na rozvědky a kontrarozvědky. Původní striktní rozdělení se s globalizací stírá a získané informace z oborů i oblastí se překrývají.

## Rozdělení
Podle směru působení rozlišujeme zpravodajské služby:
- s vnitřní působností, též kontrarozvědky – s polem působnosti uvnitř státu (např. česká BIS, americká FBI, ruská FSB). Kontrarozvědka zabezpečuje informace, které pochází přímo z území státu a také mj. chrání důležité státní zájmy před působením cizích rozvědek.
- s vnější působností, též rozvědky, výzvědné služby či špionážní služby – zjišťující úmysly zahraničních zemí, případně plnící úkoly v zahraničí (např. český ÚZSI, americká CIA, ruská SVR). Rozvědka má za úkol zabezpečovat informace, které mají původ v zahraničí.

Podle oblasti zájmu se zpravodajské služby dělí na:
- civilní – věnující pozornost široké politické, bezpečnostní a ekonomické problematice s výjimkou vojenských záležitostí (např. česká BIS, americká CIA, ruská FSB). Termín „civilní“ je zavádějící, ale používaný. Civilní zpravodajská služba zabezpečuje informace o extremismu, organizovaném zločinu, ekonomických zájmech státu, vnitřní bezpečnosti.
- vojenské – vojenská rozvědka a kontrarozvědka zabývající se vojenskými informacemi, obranyschopností a jinými vojenskými aspekty. Soustředí se na oblast obrany státu, zbrojní průmysl a hlavně na podporu bojových operací. Vojenské zpravodajské služby jsou nedílnou součástí ozbrojených sil. (např. česká VZ, ruská GRU)

## Metody práce
Zpravodajské služby většiny demokratických států nemají žádné výkonné pravomoci. Jejich úkolem je získávat důležité informace, včas upozornit na případné nebezpečí, nebo ho dokonce v zárodku eliminovat. Proto se neobejdou bez spolupráce s policií, která výkonné pravomoci má. Zpravodajské služby neshromažďují důkazy, které by umožnily někoho zatknout. Pokud zpravodajská služba získá podezření, že se např. chystá teroristický útok, předává tuto informaci policii, která situaci bezprostředně řeší. Zpravodajské služby také nemohou činit žádná klíčová rozhodnutí, např. k ekonomické oblasti státu. Důležité informace předávají vládě, která rozhoduje.

### Otevřené zdroje
- média
- odborné databáze
- kongresy

### Zpravodajské prostředky
- zpravodajská technika (např. odposlech telekomunikací – SIGINT)
- sledování
- krycí doklady

### Agenturní síť
Agenturní sítí je soustava lidských zdrojů (agentů, informátorů HUMINT), kteří z finančních nebo ideových důvodů dobrovolně a vědomě předávají informace zpravodajským službám.

### Mezinárodní spolupráce
Od původního soupeření (CIA vs. KGB) nebo neadekvátní spolupráce (KGB a StB) přecházejí zpravodajské služby k oboustranné spolupráci. Intenzita kontaktů však může být různá, od diplomatických setkání až po intenzivní spolupráci.

## Zpravodajské služby v Česku

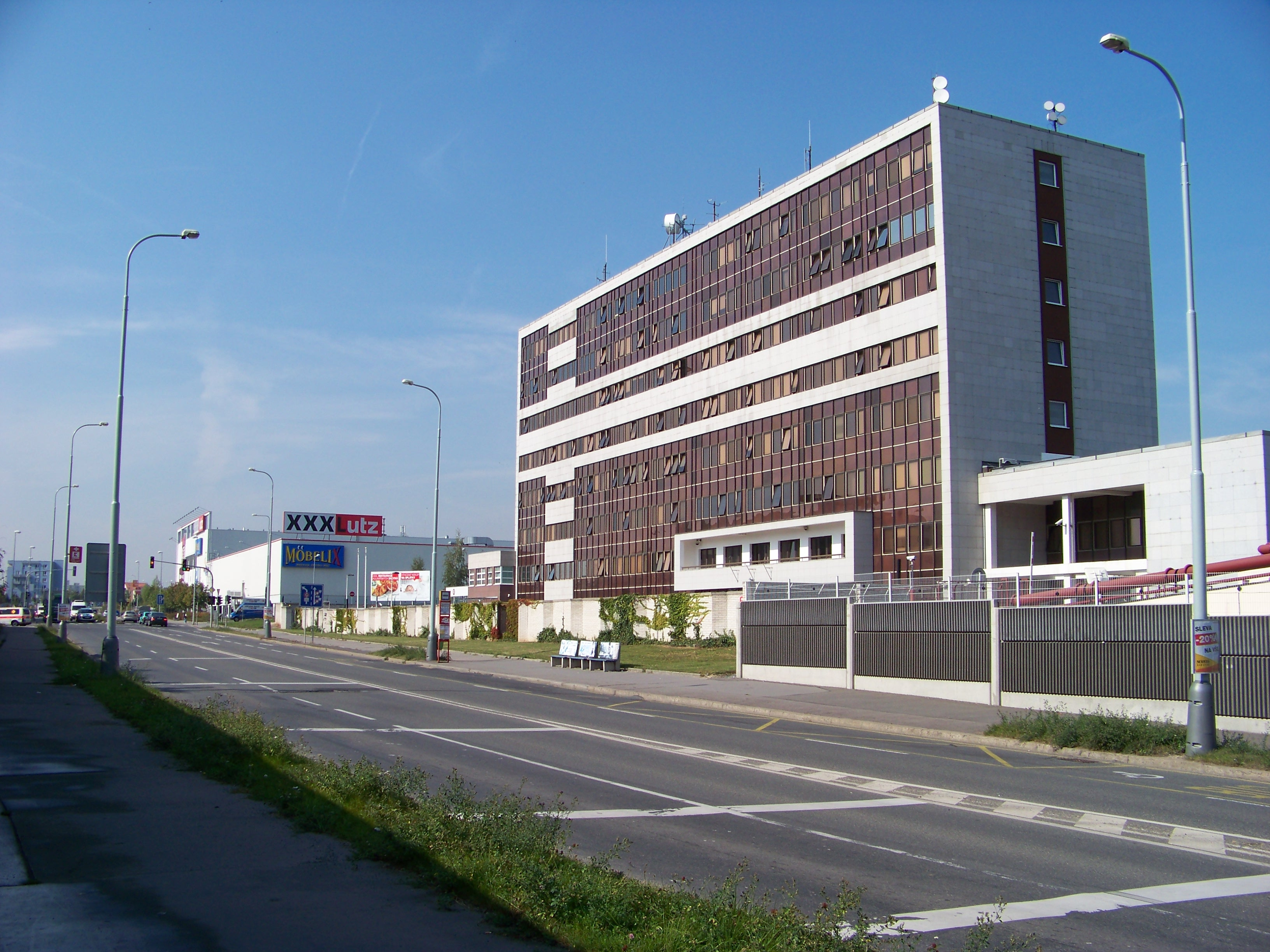
Sídlo BIS v Praze-Stodůlkách

V Česku působí podle zákona č. 153/1994 Sb., o zpravodajských službách České republiky, tři zpravodajské služby, jimiž jsou:
- Bezpečnostní informační služba (BIS) – civilní kontrarozvědka
- Úřad pro zahraniční styky a informace (ÚZSI) – civilní rozvědka
- Vojenské zpravodajství (VZ) – vojenská rozvědka a kontrarozvědka

BIS a ÚZSI jsou ozbrojenými bezpečnostními sbory, VZ je součástí Ministerstva obrany. V čelech všech tří služeb stojí ředitelé.
Za činnost zpravodajských služeb odpovídá a koordinuje ji vláda. Činnost zpravodajských služeb podléhá kontrole vlády, Poslanecké sněmovny, která zřizuje tři stálé komise pro kontrolu činnosti jednotlivých služeb, a Orgánu nezávislé kontroly zpravodajských služeb České republiky.

### Terminologie
- příslušník zpravodajské služby (zpravodajec) – jakýkoliv pracovník zpravodajské služby ve služebním poměru
- operativní důstojník (operativec) – příslušník zpravodajské služby, který sbírá zpravodajské informace nebo řídí síť agentů
- důstojník analytik – příslušník zpravodajské služby, který vyhodnocuje a zpracovává otevřené zdroje, zpravodajské informace a dává informace do souvislostí
- agent – osoba jednající ve prospěch zpravodajské služby, např. z finančních nebo ideových důvodů

Zejména v americkém prostředí označuje pojem „agent“ příslušníka zpravodajské služby. V evropském prostředí tomu tak není.